# Jessica Andres
Jessica Jade Andres é uma atriz que atuou como a personagem Suki no filme O Último Mestre do Ar. O filme é baseado na popular série de animação Avatar: The Last Airbender, e está sendo dirigido por M. Night Shyamalan. A lista do elenco para a adaptação cinematográfica foi anunciada em 10 de dezembro de 2008, e as filmagens começaram em março de 2009. Na edição do filme, sua personagem foi cortada e não apareceu mais no filme, mas o diretor confirmou que ela vai aparecer no segundo filme.

## Filmografia
| Ano  | Título Original     | Título (Brasil)       | Papel |
| ---- | ------------------- | --------------------- | ----- |
| 2008 | The Women           | The Women             |       |
| 2009 | Out of the Darkness | Out of the Darkness   | Jess  |
| 2010 | The Last Airbender  | O Último Mestre do Ar | Suki  |
| 2011 | Into the Darkness   | Into the Darkness     | Stacy |

| Ano  | Título      | Papel             | Notas       |
| ---- | ----------- | ----------------- | ----------- |
| 2007 | Gossip Girl | Garota            | 2 episódios |
| 2010 | Squatters   | Invasora asiática | 1 episódio  |